# Championnats d'Europe de VTT 2024
Navigation
2023 2025
Les Championnats d'Europe de VTT 2024 ont lieu du 8 mai au 6 octobre 2024, dans différents lieux en Europe. Ils sont organisés par l'Union européenne de cyclisme (UEC).

## Lieux des championnats
Les championnats ont lieu dans les villes suivantes :
- Cheile Grădiștei (de)  : 8-12 mai (cross-country, cross-country short track, relais par équipes mixte)
- Champéry : 9-11 août (descente)
- Viborg : 18 août (cross-country marathon)
- Gibraltar : 6 octobre (cross-country eliminator)

## Résultats

### Cross-country
| Épreuves        | Or | Argent                                                                                        | Bronze                                                                                         |
| --------------- | --- | --------------------------------------------------------------------------------------------- | ---------------------------------------------------------------------------------------------- |
| Hommes          | |                                                                                               |                                                                                                |
| Élites          | Simone Avondetto                                                                                      | Simon Andreassen                                                                              | Julian Schelb                                                                                  |
| Moins de 23 ans | Finn Treudler                                                                                         | Luke Wiedmann                                                                                 | Luca Martin                                                                                    |
| Juniors         | Nikolaj Hougs                                                                                         | Kryštof Bažant                                                                                | Nils Johansson                                                                                 |
| Femmes          | |                                                                                               |                                                                                                |
| Élites          | Puck Pieterse                                                                                         | Mona Mitterwallner                                                                            | Nina Benz                                                                                      |
| Moins de 23 ans | Monique Halter                                                                                        | Carla Hahn                                                                                    | Anina Hutter                                                                                   |
| Juniors         | Maruša Tereza Šerkezi                                                                                 | Lara Liehner                                                                                  | Giada Martinoli                                                                                |
| Mixte           | |                                                                                               |                                                                                                |
| Relais          | Italie Simone Avondetto Matteo Siffredi Chiara Teocchi Giada Martinoli Valentina Corvi Mattia Stenico | France Yannis Musy Nicolas Kalanquin Olivia Onesti Tatiana Tournut Anaïs Moulin Titouan Carod | Suisse Finn Treudler Nicolas Halter Ramona Forchini Anina Hutter Muriel Furrer Thomas Litscher |

### Cross-country short-track
| Épreuves        | Or                     | Argent              | Bronze           |
| --------------- | ---------------------- | ------------------- | ---------------- |
| Hommes          |                        |                     |                  |
| Élites          | Simon Andreassen       | Julian Schelb       | Luca Braidot     |
| Moins de 23 ans | Joseph Blackmore       | Dario Lillo         | Oleksandr Hudyma |
| Juniors         | Sven Sommer            | Micha Alder         | Aksel Laforce    |
| Femmes          |                        |                     |                  |
| Élites          | Pauline Ferrand-Prévot | Puck Pieterse       | Nicole Koller    |
| Moins de 23 ans | Kira Böhm              | Ella Maclean-Howell | Carla Hahn       |
| Juniors         | Maruša Tereza Šerkezi  | Lara Liehner        | Regina Bruchner  |

### Cross-country eliminator
| Épreuves | Or           | Argent          | Bronze               |
| -------- | ------------ | --------------- | -------------------- |
| Hommes   |              |                 |                      |
| Élites   | Theo Hauser  | Jakob Klemenčič | Ede-Karoly Molnar    |
| Femmes   |              |                 |                      |
| Élites   | Gaia Tormena | Line Mygdam     | Constantina Georgiou |

### Cross-country marathon
| Épreuves | Or             | Or              | Argent          | Argent          | Bronze              | Bronze          |
| -------- | -------------- | --------------- | --------------- | --------------- | ------------------- | --------------- |
| Hommes   |                |                 |                 |                 |                     |                 |
| Élites   | Lukas Baum     | 3 h 19 min 36 s | David Valero    | 3 h 19 min 36 s | Fabian Rabensteiner | 3 h 19 min 37 s |
| Femmes   |                |                 |                 |                 |                     |                 |
| Élites   | Rosa Van Doorn | 4 h 1 min 25 s  | Lejla Njemčević | 4 h 1 min 40 s  | Claudia Peretti     | 4 h 1 min 43 s  |

### Descente
| Épreuves | Or           | Or            | Argent           | Argent        | Bronze          | Bronze        |
| -------- | ------------ | ------------- | ---------------- | ------------- | --------------- | ------------- |
| Hommes   |              |               |                  |               |                 |               |
| Élites   | Andreas Kolb | 3 min 2 s 61  | Matt Walker      | 3 min 5 s 59  | Loïc Martin     | 3 min 5 s 85  |
| Juniors  | Max Alran    | 3 min 5 s 88  | Christian Hauser | 3 min 6 s 63  | Roee Ostfeld    | 3 min 70 s 71 |
| Femmes   |              |               |                  |               |                 |               |
| Élites   | Lisa Baumann | 3 min 33 s 50 | Valentina Höll   | 3 min 35 s 35 | Marine Cabirou  | 3 min 35 s 49 |
| Juniors  | Ella Svegby  | 4 min 0 s 35  | Laïs Bonnaure    | 4 min 4 s 17  | Emma Bindhammer | 4 min 6 s 72  |